# Клоппенбург
Клоппенбург (нем. Cloppenburg) — город в Германии, районный центр, расположен в земле Нижняя Саксония.
Входит в состав района Клоппенбург. Население составляет 32 571 человек (на 31 декабря 2010 года). Занимает площадь 70,62 км². Официальный код — 03 4 53 004.

## Население
| Год  | Население |
| ---- | --------- |
| 1990 | 22 914    |
| 1995 | 26 622    |
| 2000 | 29 286    |
| 2005 | 31 374    |
| 2010 | 32 571    |
| 2011 | 32 640    |
| 2015 | 33 798    |

- Несмотря на существующие квоты по распределению переселенцев, в Клоппенбурге более половины населения являются людьми из семей переселенцев из стран бывшего СССР[2][3].

## Фотографии

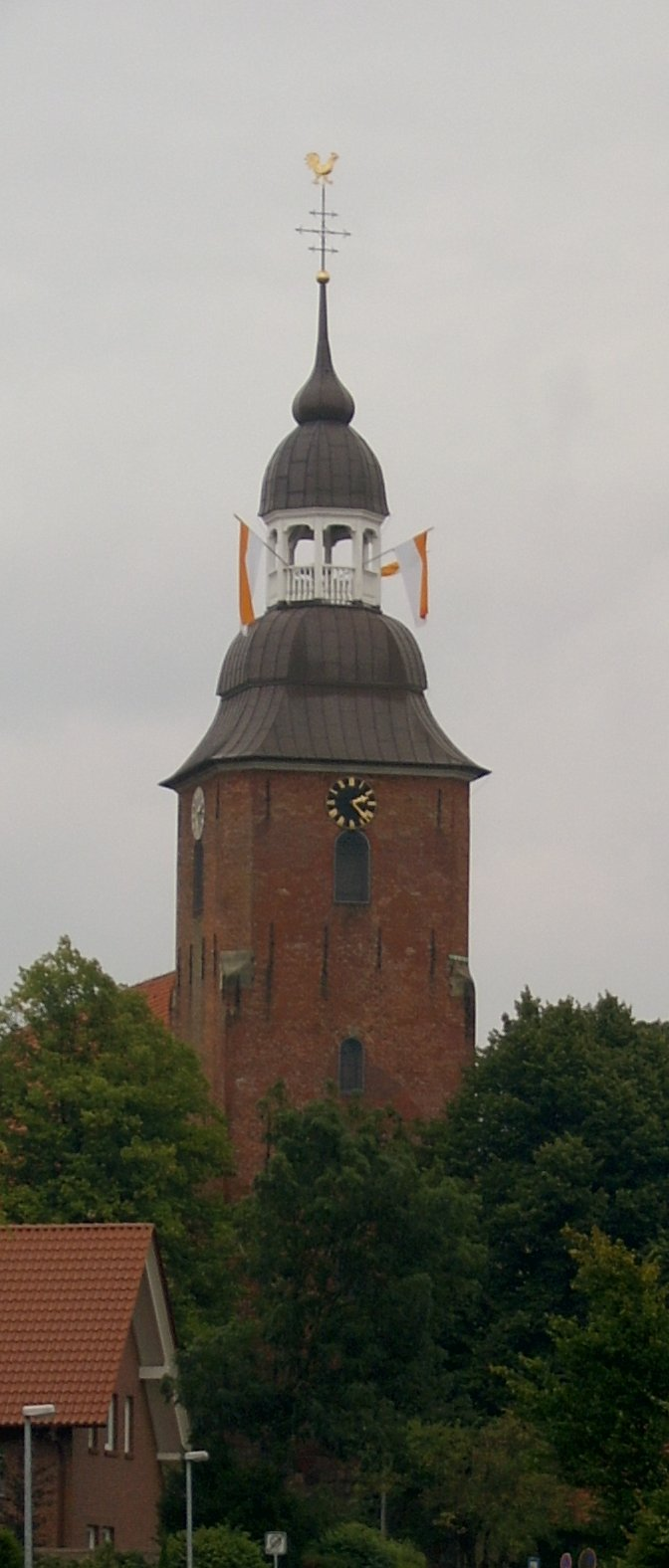
Церковь
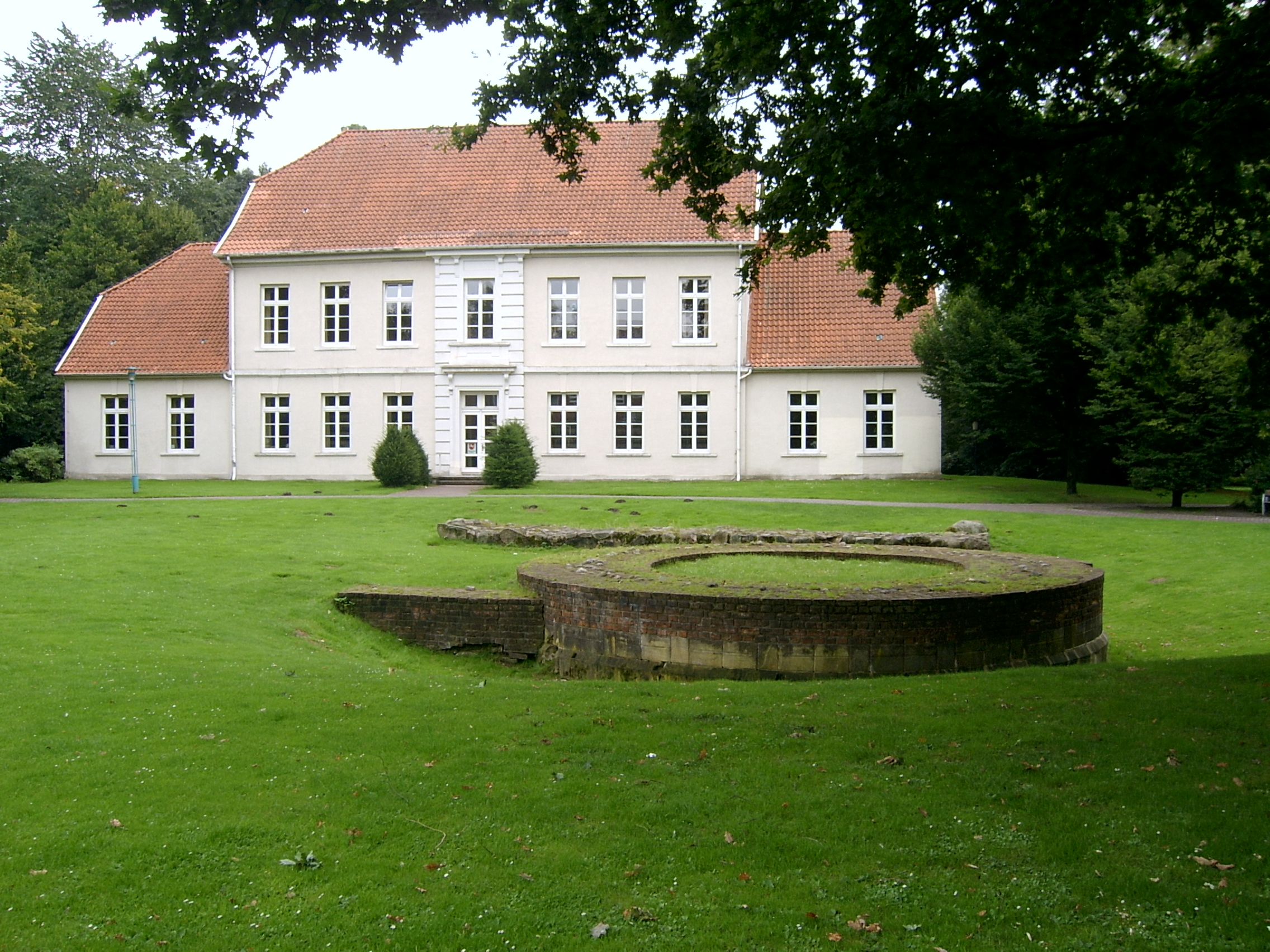